# Edward Robinson
Edward Robinson (Southington Connecticut, 1794. április 10. – New York, 1863. január 27.) amerikai utazó, teológus.

## Élete
A mennyiségtan és a görög nyelv tanára volt, de csak nejének 1818-ban bekövetkezett halála után kezdett teológiai tanulmányokba. Előbb az Andover Teológiai Szemináriumban tanult a Massachusetts állambeli Newtonban, majd 1826-tól Párizsban, Halléban és Berlinben tanulmányozta a keleti nyelveket. 
1830-ban visszatérve Amerikába, tanár lett előbb az Andover Teológiai Szemináriumban, majd a New York-i teológiai szemináriumban. 
1838–52-ben beutazta Egyiptomot, a Sínai-félszigetet és Palesztinát. E keleti utazásának korszakalkotó eredménye a Biblical researches in Palestine (London és New-York 1867, 3. kiad.), melyet a londoni földrajzi társaság megkoszorúzott. Folytatása e munkának a New researches (New-York 1856). 
Hátrahagyott irataiból megjelent német nyelven Physische Geographie des Heiligen Landes (Lipcse, 1865).